# 穆兹罗斯停战协定

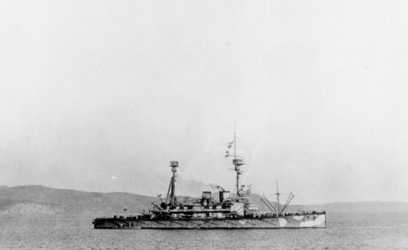
圖中的船是簽訂條約的所在──英國阿伽門農號戰艦，拍攝地點亦是穆德洛斯，但拍攝時間則是條約簽訂前三年，即1915年

穆兹罗斯停戰協定（土耳其語：Mondros Mütarekesi；希腊语：Συνθήκη του Μούδρου；英语：Armistice of Mudros）是第一次世界大戰中東戰場的停戰協定，由奥斯曼帝國與代表協約國的英國在1918年10月30日於愛琴海中央利姆諾斯島的穆兹罗斯簽訂。
奥斯曼帝國於1914年參加了第一次世界大戰，與德意志帝國、奧匈帝國及保加利亞結成同盟。但在協約國軍隊的進攻及阿拉伯人的起義下，奥斯曼帝國在中東地區的領土逐漸被侵佔，最後被迫停戰。

## 條約內容
條約內容大致如下：

- 達達尼爾海峽、博斯普魯斯海峽完全開放予各國船隻。
- 協約國可以徵用奥斯曼帝國的商船、海港、鐵路等設施。
- 奥斯曼帝國須和其他同盟國斷交，德意志帝國及奧匈帝國的官員需於一個月內離開土耳其。
- 奥斯曼帝國需解散其武裝部隊，並將其戰艦移交協約國。
- 如帝國東部省份暴亂，協約國可進兵佔領之。協約國亦可在認為本身受威脅時派兵進駐土耳其的軍事重鎮。
- 奥斯曼帝國軍隊需退回1878年柏林條約所規定的邊界。

## 影響
這條約被認為是協約國向奥斯曼帝國求得的無條件投降。事實上，協約國在停戰條約簽訂後，便根據有關條文開始佔領奧斯曼帝國的領土，包括帝國首都伊斯坦堡以及小亞細亞西部和南部的城市如伊茲米爾、阿達納、薩姆松等。東面的亞美尼亞和庫爾德人也開始和土耳其人衝突，爭取獨立。 其後，英國、法國、意大利及希臘等戰勝國在巴黎和會上決議瓜分奧斯曼帝國，並在1920年推出了塞夫尔條約。
在一戰時期主政的青年土耳其黨的領導人物紛紛逃亡國外。以费里德（Damat Ferid Pasha）為首的親協約國人士成立新政府，審判主戰份子，並命令小亞細亞的軍政官員向協約國合作。 部份在小亞細亞的軍官並沒有遵照伊斯坦堡政府的指示，而是把武器收起或交給當地反抗組織組成的民兵、游擊隊，協助他們對抗到來佔領土地的協約國軍隊，促使後來的土耳其獨立戰爭發生。

## 參看
- 第一次世界大戰
- 塞夫尔條約
- 協約國佔領伊斯坦堡
- 土耳其獨立戰爭